# Gregg L. Semenza
Gregg Leonard Semenza (Flushing, 1º luglio 1956) è un medico statunitense, professore di medicina genetica presso la Johns Hopkins School of Medicine. È direttore del programma vascolare presso l'Institute for Cell Engineering. Nel 2016 ha ricevuto l'Albert Lasker Award for Basic Medical Research. È noto per la sua scoperta di HIF-1, che consente alle cellule tumorali di adattarsi ad ambienti poveri di ossigeno. Nel 2019 gli viene assegnato il Premio Nobel per la fisiologia o medicina insieme allo statunitense William Kaelin Jr. e al britannico Peter J. Ratcliffe "per le loro scoperte su come le cellule percepiscono e si adattano alla disponibilità di ossigeno"..

## Biografia
Nato nel luglio 1956 a Flushing, New York, Semenza è cresciuto insieme ai suoi quattro fratelli a Westchester County, New York.
Semenza si è diplomato alla Sleepy Hollow High School nel 1974. Come studente alla Harvard University, ha studiato genetica medica e mappato geni sul cromosoma 21. Per il suo dottorato di ricerca presso l'Università della Pennsylvania, ha sequenziato i geni legati alla beta-talassemia.
Successivamente Semenza ha completato la sua specializzazione in pediatria presso la Duke University Hospital prima di accettare una borsa di studio post dottorato presso la Johns Hopkins University.  Semenza divenne il direttore-fondatore del "Programma Vascolare" presso il Johns Hopkins Institute for Cell Engineering dopo il suo post-dottorato.

## Ricerche
Durante il suo post-dottorato presso la prestigiosa Johns Hopkins, Semenza ha valutato l'espressione genica negli animali transgenici per determinare in che modo fosse influenzata la produzione di eritropoietina (EPO), nota per essere coinvolta come risposta all'ipossia o ai bassi livelli di ossigeno nel sangue. Semenza ha identificato le sequenze geniche che esprimevano le proteine dei fattori inducibili dall'ipossia (HIF). Il lavoro di Semenza ha mostrato che le proteine HIF erano composte da due sub-unità: HIF-1β, una base stabile per la maggior parte delle condizioni, e HIF-1α che si sono deteriorati quando erano presenti livelli nominali di ossigeno. L'HIF-1α è stato inoltre ritenuta essenziale per il processo di produzione di EPO, in quanto è stato scoperto che i soggetti testati per essere carenti di HIF-1α avevano vasi sanguigni malformati e livelli di EPO ridotti. Semenza ha inoltre scoperto che la sovrapproduzione di HIF-1α potrebbe portare al cancro in altri soggetti. La ricerca di Semenza si è sovrapposta a quelle di William Kaelin e Peter J. Ratcliffe sulla determinazione del meccanismo di rilevazione dell'ossigeno nelle cellule e su come la produzione di EPO è regolata da HIF e altri fattori. Ciò ha portato allo sviluppo di farmaci che aiutano a regolare questi processi per i pazienti con anemia e insufficienza renale.

## Vita privata
Semenza è sposato con Laura Kasch-Semenza, che aveva incontrato mentre era alla Johns Hopkins, e che gestisce una delle strutture di genotipizzazione dell'università.